# Nygårdsängens naturreservat
Nygårdsängens naturreservat är ett naturreservat i Vassända socken i Vänersborgs kommun, vid Vänerns sydligaste spets mitt emot Quality Hotel.
Reservatet upprättades år 1997 till följd och i avsikt att efterfölja de målsättningar vilka antogs under FN:s miljökonferens i Rio de Janeiro 1992.
Reservatet ligger vid sjön Vassbottens östra sida vid Korseberg. Området har både tätväxter men också öppna marker. Den öppna ytan består av största del vass men även buskar som gör att platsen är svårframkomlig.
Området är ett reservat eftersom det lever rikligt med vatteninsekter och groddjur där, då dessa djur trivs i sumpmarker. Den stora mängden insekter är föda till många olika fågelarter. Det finns ett rikt fågelliv med flera sällsynta arter, såsom årta. Stranden är mycket viktig för rastande fåglar. Man kan även hitta sällsynta växter som ävjebrodd och grönskära på platsen.
Nygårdsängen har fått sitt namn efter gården Nygården som redan var omtalad vid 1300-talet. Vid en gränsfejd på 1500-talet brändes gården ned, och ängen fick namnet Nygårdsängen. Efter det har det tagits lera från platsen till tillverkning av tegelsten på det närbelägna tegelbruket Nabbenbergs. Tegeltillverkningen lades ner så tidigt som 1967.
Takten i vilken arter dött ut har synonymt med vår teknologiska utveckling ökat konstant, detta främst under de senaste 400 åren. Att mångfald då hotas ter sig föga förvånansvärt där bosättningar röjts av anledningen att främja teknologisk framfart samt samhällets tillväxt. Denna specifika plats är då i sammanhanget exempelvis häckningsplats för sällsynta fågelarter likt årta och andra arter vilka i näringskedjor/pyramider har en roll viktig att spela ut för att inte uppröra den sköra balans.
Man försöker i bevarande syfte numera bibehålla (bevara mångfalden i) denna ytterst karaktäristiska miljö för framtida generationer genom, att på systematisk basis vårda jordarna genom att plöja vass och låta boskapsdjur (främst kor) beta.

## Natur

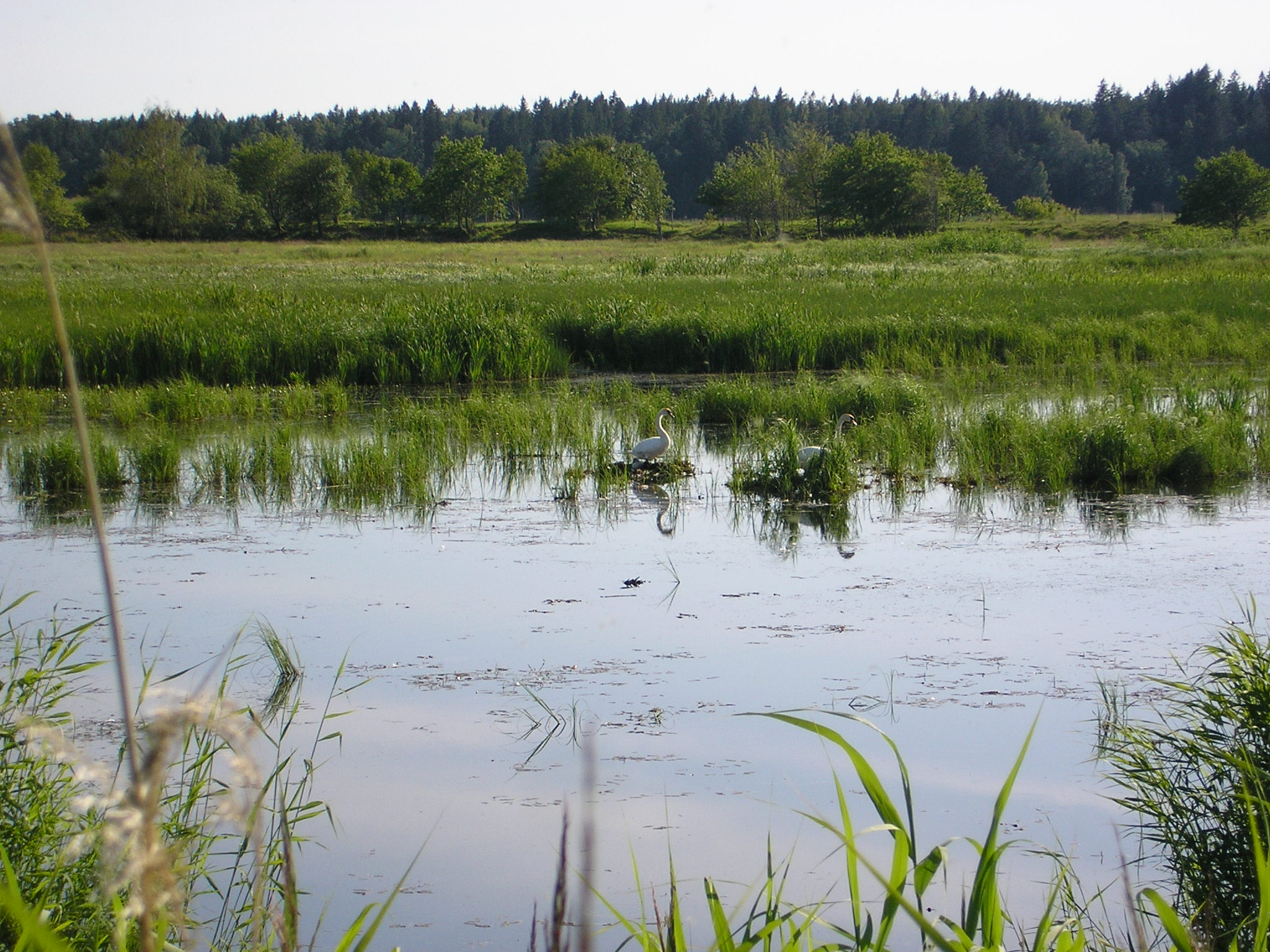
Svanar i Nygårdsängens naturreservat.

Nygårdsängen ett område som befinner sig väldigt nära vattnet. Tillgång till vattnet har gjort vegetationen i den här regionen väldigt rik. I området återfinns fuktängar, dammar och våtmark. Till följd av detta har området en väldigt bred biologisk mångfald. Ett exempel på en bred biologisk mångfald är den mängd alger, vass likväl som fågelarter vilka påträffats.
Den större vattensalamandern har hittats i vassen, och är en rödlistad art. De befinner sig i vassen på våren, då det är parningstid. Det har även hittats en art av dykarbagge (Graphoderus Cinereus) som är den första i Västra Götaland. Den stora biologiska mångfalden på vatteninsekter, i kombination med en liten mängd fisk, utgör en stor betydelse av tillgången på föda till de häckande fåglarna som använder stranden och de små dammarna som en rastplats.
På Nygårdsängen finns det tre olika ekosystem, bland annat ängar, torrmark och våtmark. 
På den torra delen av naturreservatet finns även nya som gamla träd och buskar vilket gör att det finns ett speciellt djurliv där av myror, sniglar, andra småkryp som livnär sig på träden och det som faller ner från dem. Medan i de andra delarna av reservatet finns det salamandrar som trivs i det fuktiga träsket. Medan de allra minsta djuren såsom spindlar och även sniglar trivs bättre på ängen där de alltid är skyddade av högt gräs.
Nygårdsängen är ett så kallat kulturlandskap, på grund av att det finns ganska mycket stigar i området. Andra bevis på detta är att det finns bergkross och tegelpannor under mossan, samt att människor röjt bort vass och liknande i en del av sjön. Det finns inte heller några gamla träd kvar.

## Galleri

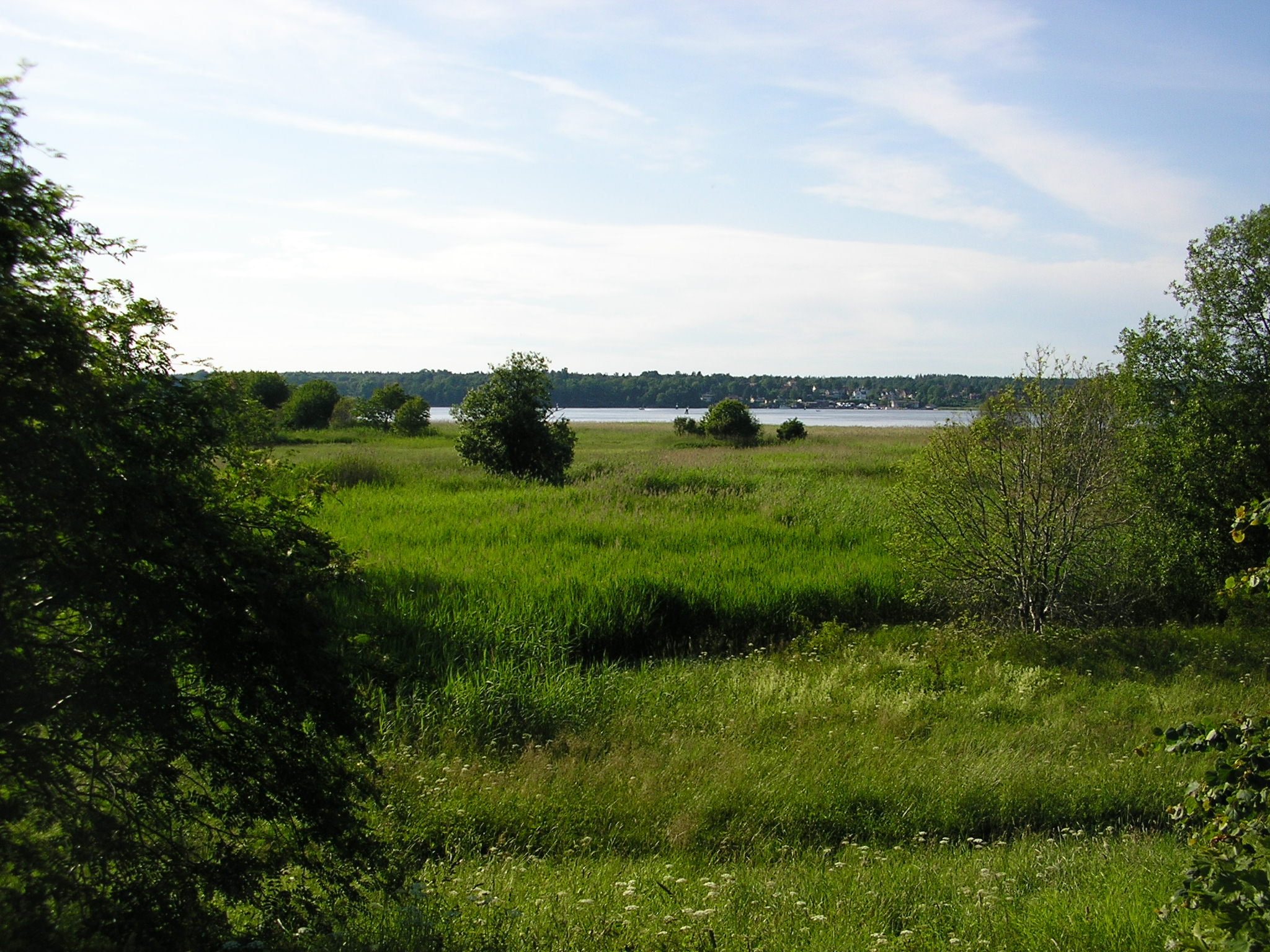
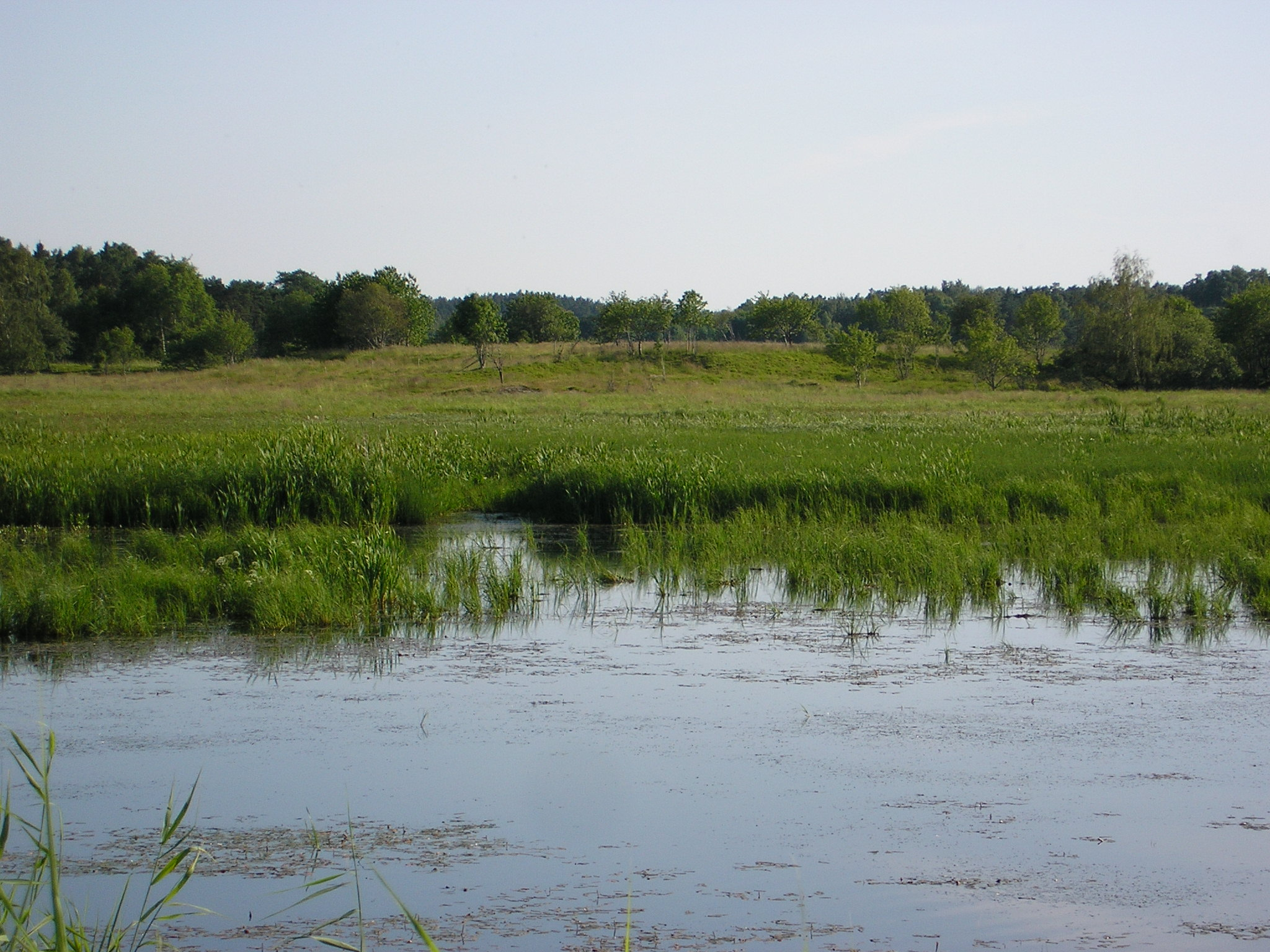
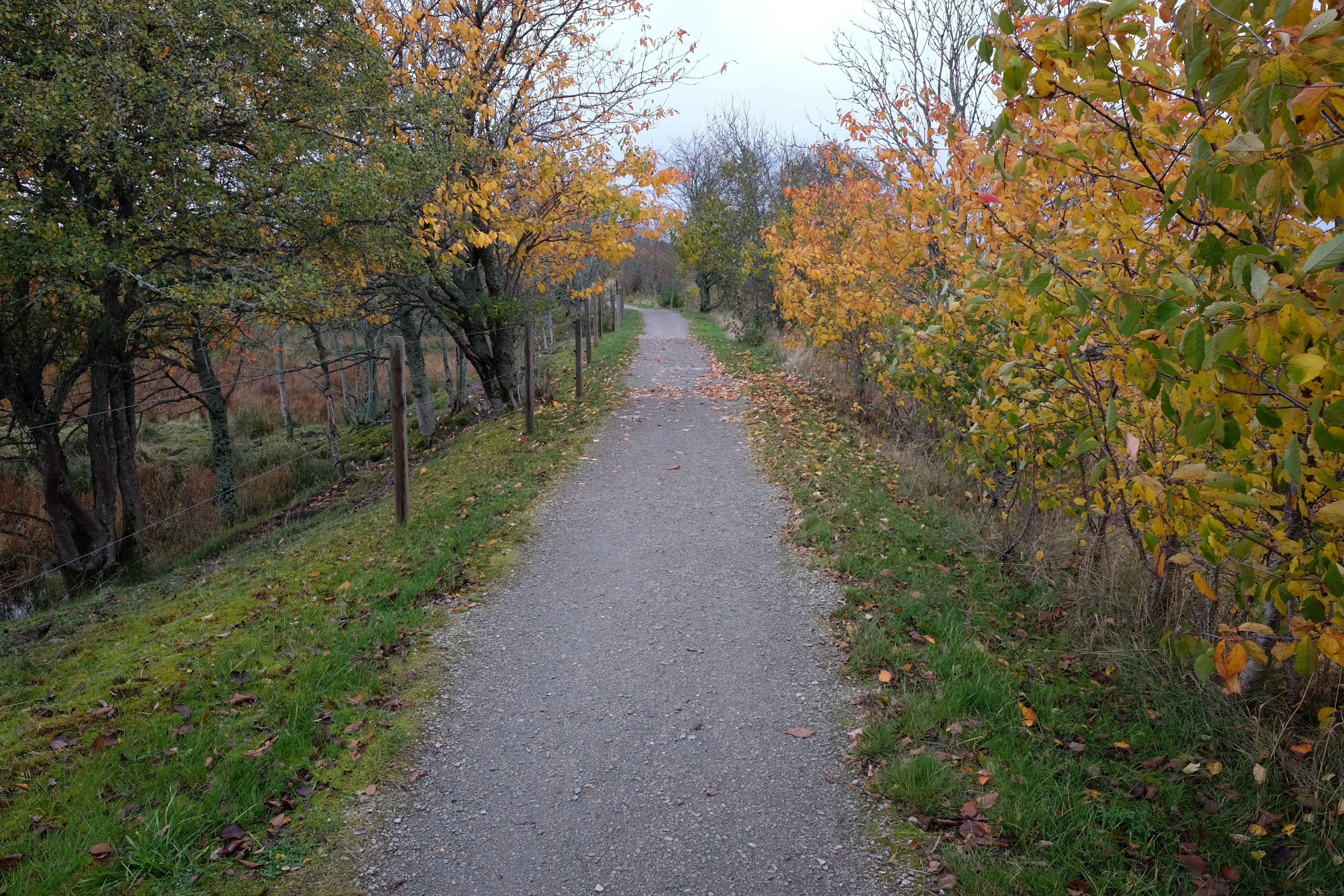
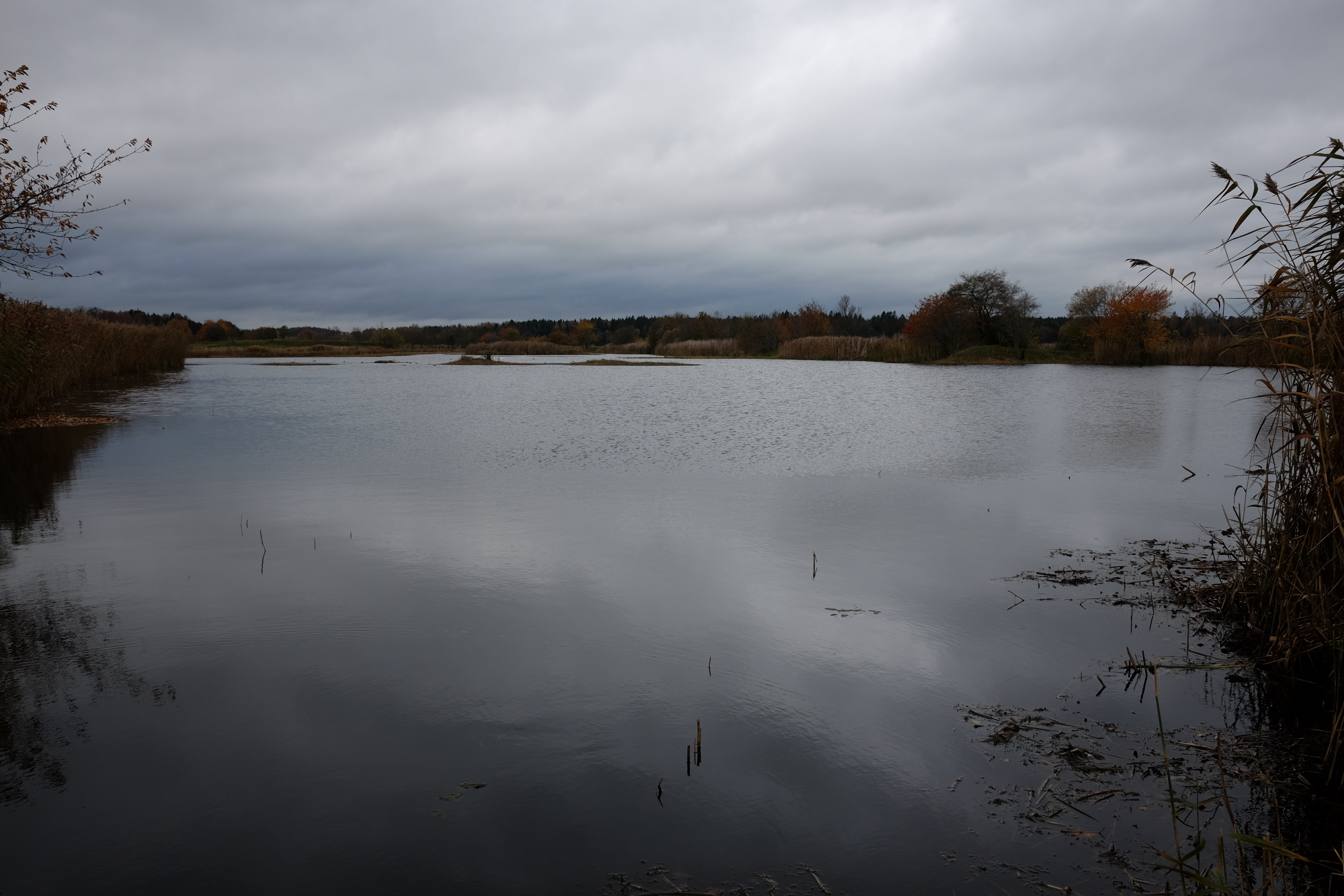